# Veľká Hradná
Veľká Hradná és un poble i municipi d'Eslovàquia que es troba a la regió de Trenčín.

## Història
La primera menció escrita de la vila es remunta al 1329.

## Demografia
| Godina             | 1994 | 2004   | 2014   | 2024    |
| ------------------ | ---- | ------ | ------ | ------- |
| Nombre de persones | 688  | 656    | 698    | 772     |
| Diferència         |      | −4,65% | +6,40% | +10,60% |

| Godina             | 2023 | 2024   |
| ------------------ | ---- | ------ |
| Nombre de persones | 765  | 772    |
| Diferència         |      | +0,91% |